# Căn cứ hỏa lực Gela
Căn cứ hỏa lực Gela (còn gọi là FSB Ge La) là căn cứ hỏa lực cũ của Lục quân Mỹ tọa lạc ở phía tây bắc Lai Khê và phía đông nam huyện Dầu Tiếng, Việt Nam Cộng hòa.

## Lịch sử
Gela được Sư đoàn 1 Bộ binh xây dựng vào năm 1969, cách Lai Khê khoảng 17 km về phía tây bắc.
Căn cứ này từng bị các đơn vị của Sư đoàn 7 Quân đội Nhân dân Việt Nam (QĐNDVN) tấn công vào sáng ngày 13 tháng 5 năm 1969, sau đó bị lực lượng đồn trú đẩy lùi với tổn thất là ba lính Mỹ tử trận và ước tính 39 lính Bắc Việt thiệt mạng.
Ngày 14 tháng 9 năm 1969, một quả bom định hình ở vành đai căn cứ đã vô tình phát nổ khiến tám lính Mỹ thiệt mạng.
Các đơn vị đóng quân tại Gela bao gồm:
- Tiểu đoàn 1, Trung đoàn 28 Bộ binh
- Tiểu đoàn 8, Trung đoàn 6 Pháo binh[1]

## Hiện tại
Căn cứ này hiện nay đã bị bỏ hoang và trở thành khu rừng rậm.